# 柿原翔樹
柿原 翔樹（かきはら しょうき、1993年4月23日 - ）は、福岡県那珂川市出身の元プロ野球選手（内野手）。右投右打。NPBでは育成選手であった。

## 経歴
福岡県那珂川市出身。第1回NPB12球団ジュニアトーナメントではソフトバンクJr.の一員としてプレー。
鎮西高では、1年時から4番に座る。2年時の夏は、熊本県予選で2試合連続ホームランを放つ。3年時からはチーム事情もありエースも務め、夏の熊本県予選に挑むもベスト8で秀岳館高に2-5で敗れた。甲子園出場経験はなし。
2011年、10月27日に行われたプロ野球ドラフト会議でオリックス・バファローズから育成2位指名を受けた。
2013年、10月1日に球団から戦力外通告を受ける。10月31日、自由契約公示された。
2014年は、北米独立リーグユナイテッドリーグ・ベースボールのフォートワース・キャッツでプレー。この年の同球団には、千葉ロッテマリーンズに在籍経験のあるフリオ・フランコが選手兼任コーチとして在籍していた。
2015年2月4日に元同僚の深江真登と共にアトランティック・リーグのランカスター・バーンストーマーズと契約を結んだが開幕から2試合に出場したのみで解雇され、この年をもって現役を引退した。

## 人物
高校1年時に旅行先の温泉でバック転を試みた際に誤って転倒し、右後頭部を18針縫う大怪我を負った。
イカ釣りが趣味、腕前はプロ級。

## 詳細情報

### 年度別打撃成績
- 一軍公式戦出場なし

### 背番号
- 119 （2012年 - 2013年）